# Tatsuhiko Seta
Tatsuhiko Seta (japonès: 瀬田龍彦)  (Morioka, 15 de gener de 1952) és un exfutbolista japonès. Tatsuhiko Seta va disputar 25 partits amb la selecció japonesa.